# Sybil (film, 1976)
Pour les articles homonymes, voir Sybil.
Pour plus de détails, voir Fiche technique et Distribution.
Sybil est un téléfilm américain réalisé en 1976 par Daniel Petrie, et diffusé en deux parties les 
14 et 15 novembre 1976 sur le réseau NBC.
Au Québec, le téléfilm a été diffusé les 7 et 14 février 1984 à la Télévision de Radio-Canada.

## Synopsis
Le film est basé sur le livre Sybil de Flora Rheta Schreiber paru en 1973. Sybil Dorsett est une jeune femme diplômée qui souffre d'étranges absences et demande de l'aide à une psychiatre : le Dr Cornelia Wilbur. On suit la longue psychothérapie de Sybil, au cours de laquelle la thérapeute va mettre en évidence un trouble dissociatif de l'identité (anciennement trouble de la personnalité multiple), en l'occurrence, chez Sybil, ce sont seize identités différentes qui prennent le contrôle du corps. Certaines veulent la tuer. La thérapie va mener à la réintégration progressive des identités en une seule.

## Fiche technique
- Titre : Sybil
- Réalisation : Daniel Petrie
- Scénario : Flora Rheta Schreiber (livre) et Stewart Stern (adaptation)
- Production : Jacqueline Babbin, Philip Capice, Peter Dunne
- Sociétés de production :
- Budget :
- Musique : Leonard Rosenman
- Photographie : Mario Tosi
- Montage : Michael S. McLean, Rita Roland
- Décors : John H. Anderson
- Costumes : Patricia Norris
- Pays d'origine : États-Unis
- Format :
- Genre : Dramatique
- Durée : 198 minutes
- Dates de sortie : 14 novembre 1976

## Distribution
- Joanne Woodward : Dr Cornelia Wilbur
- Sally Field : Sybil Dorsett
- Brad Davis : Richard J. Loomis
- Martine Bartlett (en) : Hattie
- Jane Hoffman : Frieda Dorsett
- Charles Lane : Dr Quinoness
- Jessamine Milner : Grandma Dorsett
- William Prince : Willard Dorsett
- Penelope Allen (en) : Miss Penny
- Camila Ashland (en) : Cam
- Tommy Crebbs : Matthew Loomis
- Gina Petrushka (es) : Dr Lazarus

## Autour du film
- Un remake du film a été fait en 2007.
- D'une durée de 198 minutes, le film a été montré en deux soirées sur le réseau NBC en 1976. L'important succès public a conduit à une sortie en VHS dans les années 1980, avec une version de 122 minutes et une autre de 132 minutes. Le DVD contient l'intégralité des 198 minutes.[réf. souhaitée]

## Récompenses
- 1977 : Nomination aux Eddie Awards dans la catégorie : meilleure production originale de télévision)
- 1977 : Nomination aux Golden Globe Award dans la catégorie : meilleur film de télévision
- 1977 : Lors de la cérémonie des Emmy awards, le film décroche quatre prix (meilleure actrice pour Sally Field, meilleure musique, meilleur film, meilleure adaptation), et il est nommé dans deux autres catégories : meilleure photographie et meilleure actrice pour Joanne Woodward.